# Saint-Pierre-des-Tripiers
Saint-Pierre-des-Tripiers är en kommun i departementet Lozère i regionen Occitanien i södra Frankrike. Kommunen ligger i kantonen Meyrueis som tillhör arrondissementet Florac. År 2022 hade Saint-Pierre-des-Tripiers 96 invånare.

## Befolkningsutveckling
Antalet invånare i kommunen Saint-Pierre-des-Tripiers
| Referens: INSEE |